# إريك تساندر (رسام)
إريك تساندر (بالألمانية: Erich Zander)‏ هو رسام ألماني، ولد في 17 يونيو 1889 في برلين في ألمانيا، وتوفي في 15 سبتمبر 1965 في Regenstauf ‏ في ألمانيا.

## وصلات خارجية
- إريك تساندر على موقع IMDb (الإنجليزية)
- إريك تساندر على موقع ألو سيني (الفرنسية)
- إريك تساندر على موقع أول موفي (الإنجليزية)
- إريك تساندر على موقع قاعدة بيانات الأفلام السويدية (السويدية)
- إريك تساندر على موقع قاعدة بيانات الفيلم (الإنجليزية)
- إريك تساندر على موقع كينوبويسك (الروسية)